# Друге Юмагузіно
Друге Юмагу́зіно (рос. Второе Юмагузино) — присілок у складі Кувандицького міського округу Оренбурзької області, Росія.
Стара назва — Юмагузіно 2-е.

## Населення
Населення — 146 осіб (2010; 228 у 2002).
Національний склад (станом на 2002 рік):
- башкири — 98 %